# Развој светског рекорда у бацању копља за жене
Следећи преглед илуструје развој светског рекорда у бацању копља за жене.
Резултати у бацању копља за жене незванично су се почели бележити 1922, а водила их је Међународна федерација за женски спорт ФСФИ (Fédération Sportive Féminine Internationale) која се угасила 1936. године под притиском МОКа. Резултате од 1. јула 1932. односно од Олимпијских игара 1932. у Лос Анђелесу, на којима се први пут званично бацало копље, води ИААФ и од тада се воде званични светски рекорди за жене. Први признато рекорд од стране ИААФ постигла је Нан Гиндејл из САД од 46,745 м (у то време, понекад су мерења вршена на милиметре, а данас мере се усаглашевају на најближи центиметар).
Пошто је копље модификовано 1999. померањем тежишта копља да би се смањиле дужине бацања, постоје две врсте рекорда: први са „старим“ копљем, до 1999, а затим други са новим колља којим се баца и данас.
До 10. априла 2015. ИААФ је ратификовао 48 светских рекорда у бацању копља за жене.

## Светски рекорди у бацању копља за жене

### Старо копље до 31. марта 1999.
| Бр. | Рекорд (м) | Атлетичарка        | Земља                | Место                           | Датум               | Белешка |
| --- | ---------- | ------------------ | -------------------- | ------------------------------- | ------------------- | ------- |
| 1.  | 25,01      | Боена Шрамкова     | Чехословачка         | Праг, Чехословачка              | 6. август 1922.     |         |
| 2.  | 25,325     | Боена Шрамкова     | Чехословачка         | Праг, Чехословачка              | 13. август 1922.    |         |
| 3.  | 27,24      | Мари Јандерова     | Чехословачка         | Острава, Чехословачка           | 25. мај 1924.       |         |
| 4.  | 37,575     | Гуши Харгус        | Немачка              | Берлин, Немачка                 | 12. јун 1927.       |         |
| 5.  | 38,39      | Гуши Харгус        | Немачка              | Берлин, Немачка                 | 18. август 1928.    |         |
| 6.  | 40,27      | Елен Браумилер     | Немачка              | Берлин, Немачка                 | 12. јул 1930.       |         |
| 7.  | 42,28      | Елен Браумилер     | Немачка              | Магдебург, Немачка              | 2. август 1931.     |         |
| 8.  | 44,64      | Елен Браумилер     | Немачка              | Берлин, Немачка                 | 12. јун 1932.       |         |
| 9.  | 46,745     | Нан Гиндејл        | САД                  | Чикаго, САД                     | 18. јун 1932.       |         |
| 10. | 47,24      | Анеле Штајнхојер   | Трећи рајх           | Франкфурт, Немачка              | 21. јун 1942.       |         |
| 11. | 48,21 м    | Херма Баума        | Аустрија             | Беч, Аустрија                   | 29. јун 1947.       |         |
| 12. | 48,63 м    | Херма Баума        | Аустрија             | Беч, Аустрија                   | 12. септембар 1948. |         |
| 13. | 49,59      | Наталија Смирницка | СССР                 | Москва, СССР                    | 25. јул 1949.       |         |
| 14. | 53,41      | Наталија Смирницка | СССР                 | Москва, СССР                    | 5. август 1949.     |         |
| 15. | 53,56      | Надежда Коњајева   | СССР                 | Лењинград, СССР                 | 5. фебруар 1954.    |         |
| 16. | 55,11      | Надежда Коњајева   | СССР                 | Кијев, СССР                     | 22. мај 1954.       |         |
| 17. | 55,48      | Надежда Коњајева   | СССР                 | Кијев, СССР                     | 6. август 1954.     |         |
| 18. | 55,73      | Дана Затопкова     | Чехословачка         | Праг, Чехословачка              | 1. јун 1958.        |         |
| 19. | 57,40      | Ана Пазера         | Аустралија           | Кардиф, Уједињено Краљевство    | 24. јул 1958.       |         |
| 20. | 57,49      | Бируте Каледене    | СССР                 | Тбилиси, СССР                   | 30. октобар 1958    |         |
| 21. | 57,92      | Елвира Озолина     | СССР                 | Леселидзе, СССР                 | 3. мај 1960.        |         |
| 22. | 59,55      | Елвира Озолина     | СССР                 | Букурешт, Румунија              | 4. јун 1960.        |         |
| 23. | 59,78      | Елвира Озолина     | СССР                 | Москва, СССР                    | 3. јул 1963.        |         |
| 24. | 62,40      | Јелена Горчакова   | СССР                 | Токио, Јапан                    | 16. октобар 1964.   |         |
| 25. | 62,70      | Ewa Gryziecka      | Пољска               | Букурешт, Румунија              | 11. јун 1972.       |         |
| 26. | 65,06      | Рут Фухс           | Источна Немачка      | Потсдам, Источна Немачка        | 11. јун 1972,       |         |
| 27. | 66,10      | Рут Фухс           | Источна Немачка      | Едимбург, Уједињено Краљевство  | 7. септембар 1973.  |         |
| 28. | 67,22      | Рут Фухс           | Источна Немачка      | Рим, Италија                    | 3. септембар 1974.  |         |
| 29. | 69,12      | Рут Фухс           | Источна Немачка      | Источни Берлин, Источна Немачка | 10 luglio 1976      |         |
| 30. | 69,32      | Кејт Шмит          | САД                  | Фирт, Западна Немачка           | 11. септембар 1977. |         |
| 31. | 69,52      | Рут Фухс           | Источна Немачка      | Дрезден, Источна Немачка        | 13. јун 1979.       |         |
| 32. | 69,96      | Рут Фухс           | Источна Немачка      | Сплит, Југославија              | 29. април 1980.     |         |
| 33. | 70,08      | Татјана Бирјулина  | СССР                 | Подолск, СССР                   | 12. јул. 1980       |         |
| 34. | 71,88      | Антоанета Тодорова | Бугарска             | Загреб, Југославија             | 15 agosto 1981      |         |
| 35. | 72,40      | Тина Лилак         | Финска               | Хелсинки, Финска                | 29. јул 1982.       |         |
| 36. | 74,20      | Софија Сакорафа    | Грчка                | Ханија, Грчка                   | 26. септембар 1982. |         |
| 37. | 74,76      | Тина Лилак         | Финска               | Тампере, Финска                 | 13. јун 1983.       |         |
| 38. | 75,26      | Петра Фелке        | Источна Немачка      | Шверин, Источна Немачка         | 4. јун 1985.        |         |
| 39. | 75,40      | Петра Фелке        | Источна Немачка      | Шверин, Источна Немачка         | 4. јун 1985.        |         |
| 40. | 77,44      | Фатима Вајтбред    | Уједињено Краљевство | Штутгарт, Западна Немачка       | 28. август 1986.    |         |
| 41. | 78,90      | Петра Фелке        | Источна Немачка      | Лајпциг, Источна Немачка        | 29. јул 1987.       |         |
| 42. | 80,00      | Петра Фелке        | Источна Немачка      | Потсдам, Источна Немачка        | 9. септембар 1988.  |         |

### Ново копље од 1. априла 1999.
| Бр. | Рекорд (м) | Атлетичарка       | Земља    | Место             | Датум               | Трајање              |
| --- | ---------- | ----------------- | -------- | ----------------- | ------------------- | -------------------- |
| 43. | 67,09      | Мирела Мањини     | Грчка    | Севиља, Шпанија   | 28. август 1999.    | 215 дана             |
| 44. | 68,22      | Трине Хатестад    | Норвешка | Рим, Италија      | 30. јун 2000.       | 28 дана              |
| 45. | 69,48      | Трине Хатестад    | Норвешка | Осло, Норвешка    | 28. јул 2000.       | 338 дана             |
| 46. | 71,54      | Ослејдис Менендез | Куба     | Ретимно, Грчка    | 1. јул 2001.        | 4 године и 45 дана   |
| 47. | 71,70      | Ослејдис Менендез | Куба     | Хелсинки, Финска  | 15. август 2005     | 3 године и 29 дана   |
| 48. | 72,28      | Барбора Шпотакова | Чешка    | Штутгарт, Немачка | 13. септембар 2008. | 16 година и 255 дана |